# ساب

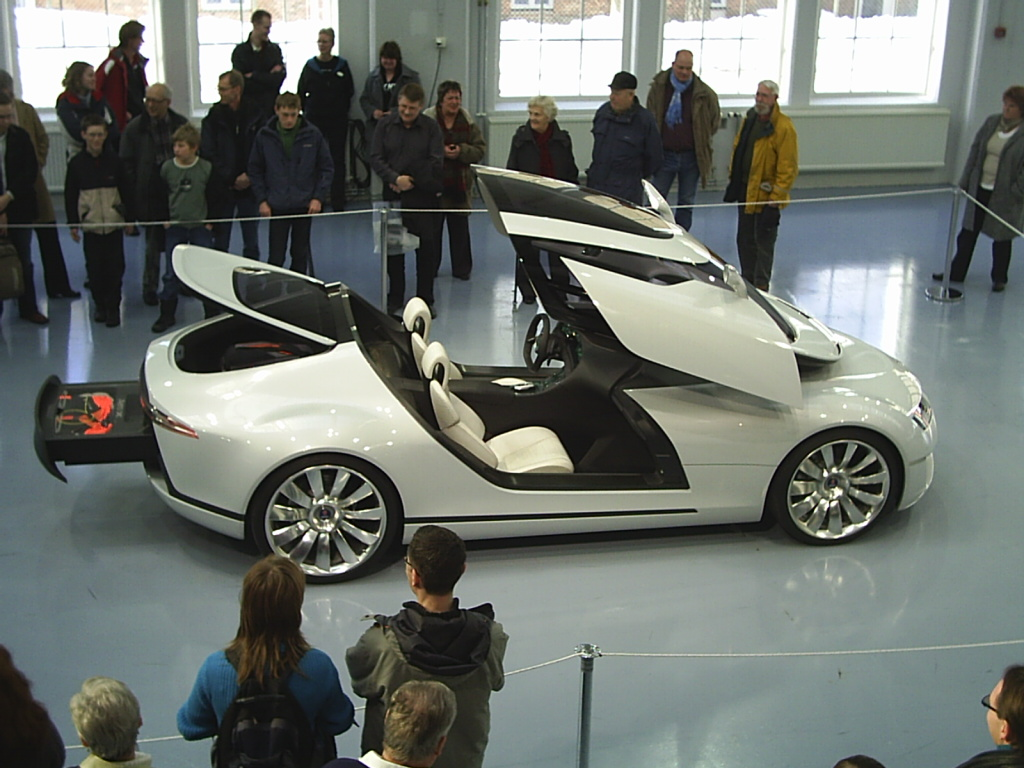
ساب مدل AERO-X.

ساب (به انگلیسی: Saab) شرکت خودروساز سوئدی بود.
شرکت ساب بین ۱۹۹۰–۲۰۱۰ متعلق به جنرال موتورز آمریکا بود. جنرال موتورز این خودرو را در سال ۲۰۱۰ به شرکت اسپایکر کارز فروخت. ساب در سال ۲۰۱۶ منحل شد.
ساب در سال ۲۰۱۰ دو خودرو به نام‌های ۵–۹ سدان و ۳–۹ایکس را روانهٔ بازار کرد.